# Mame Diodio Diouf
Pour les articles homonymes, voir Diouf.
Mame Diodio Diouf (née le 15 décembre 1984 à Dakar, Sénégal) est une joueuse sénégalaise de basket-ball.

## Carrière
Elle commence sa carrière de basketteuse professionnelle au Dakar Université Club (DUC), le club universitaire de Dakar. Elle a été élue reine de basket de la saison 2005-2006 pour son jeu avec le même club DUC.
Ensuite, elle poursuit sa carrière en Suisse ou elle s'engage avec le club professionnel de l'Espérance sportive Pully. Elle rejoint ensuite le collège Arnold Reymond à Pully toujours.

## Palmarès

### Sélection nationale
- Championnat du monde
  - 15e du Championnat du monde 2006 au Brésil
- Championnat d'Afrique de basket-ball féminin
  -  Médaille d'argent du Championnat d'Afrique Nigéria 2005
  -  Médaille d'argent du Championnat d'Afrique Sénégal 2007
  -  Médaille d'or du Championnat d'Afrique Madagascar 2009
  -  Médaille d'argent du Championnat d'Afrique Mali 2011
  -  Médaille de bronze du Championnat d'Afrique Mozambique 2013
  -  Médaille d'or du Championnat d'Afrique Cameroun 2015
  -  Vice-championne d'Afrique en 2017
- Médaille d'argent au championnat d'Afrique 2019
- Autres compétitions
  - Médaillée d'argent au championnat de basket de la Francophonie 2009 à Beyrouth (le Sénégal est battu en finale par la Roumanie, après avoir sorti la France en demi-finale).
  -  Médaille d'or aux Jeux africains de 2007
  -  Médaille d'or aux Jeux africains de 2011